# البنك الإسلامي للتنمية
البنك الإسلامي للتنمية، مؤسسة مالية دوليـة لدعم وتنمية التقدم الاقتصادي والاجتماعي للدول الأعضاء، أنشئت تطبيقا لبيان العزم الصادر عن مؤتمر وزراء مالية الدول الإسلامية، الـذي عقد في مدينة جدة، في شهر ذي القعدة 1393هـ (ديسمبر 1973م).وانعقـد الاجتماع الافتتاحي لمجلس المحافظين في مدينة الرياض، في شهر رجب 1395هـ (يوليو 1975م). وافتتح البنك رسميا في الخامس عشر من شوال 1395هـ (العشرين من أكتوبر 1975م).

## الدول المؤسسة (المساهمون الرئيسيون)
نسبة المساهمون الرئيسيون:
- السعودية (23.5٪)
- ليبيا (9.43٪)
- إيران (8.25٪)
- نيجيريا (7.66٪)
- الإمارات (7.51٪)
- قطر (7.18٪)
- مصر (7.07٪)
- الكويت (6.92٪)
- تركيا (6.45٪)
- الباكستان (2.54٪)
- الجزائر (2.54٪)
- إندونيسيا (2.25٪)

## أهدافــه
يهدف البنك الإسلامي للتنمية إلى دعم التنمية الاقتصادية والتقدم الاجتماعي لشعوب الدول الأعضاء والمجتمعات الإسلامية في الدول غير الأعضاء، مجتمعة ومنفردة، وفقا لمبادئ الشريعة الإسلامية.

## وظائف البنك الأساسية
تشتمل وظائف البنك على تقديم أشكال مختلفـة من المساعدة الإنمائية لتمويل التجارة ومكافحـة الفقـر مـن خلال التنمية البشرية، والتعاون الاقتصـادي، وتعزيـز دور التمويـل الإسلامي في التنمية الاقتصادية والاجتماعية. كما أنيطت بالبنك مهمة إنشاء وإدارة صناديق خاصة لأغراض معينة، ومن بينها صندوق لإعانة المجتمعات الإسلامية في الدول غير الأعضاء، وتولّي النظارة على صناديق الأموال الخاصة.
وللبنك تعبئة الموارد المالية بالوسائل التي توافق أحكام الشريعة الإسلامية. ومن مسؤوليات البنك أن يساعد في تنمية التجارة الخارجية للدول الأعضاء، وأن يعزز التبادل التجاري بينها، وبخاصة في السلع الإنتاجية، وأن يقدم لها المساعدة الفنية، وأن يوفر التدريب للموظفين الذين يتولون أنواع النشاط الاقتصادي والمالي والمصرفي في الدول الإسلامية، طبقا لأحكام الشريعة الإسلامية.

## العضوية في البنك
الشرط الأساسي للعضوية في البنك هو أن تكون الدولة عضوا في منظمة التعاون الإسلامي، وأن تسدد القسط الأول من الحد الأدنى من اكتتابها في أسهم رأس البنك، وتقبل ما يقرره مجلس المحافظين من شروط واحكام، وقد بلغ عدد الدول الأعضاء حتى تاريخ إعداد هذا التقرير 56 دولة.

## الدول الأعضاء
1. أذربيجان
2. الأردن
3. أفغانستان
4. ألبانيا
5. اليمن
6. الإمارات العربية المتحدة
7. إندونيسيا
8. أوزبكستان
9. أوغندا
10. إيران
11. باكستان
12. البحرين
13. بروناي
14. بنغلاديش
15. بنين
16. بوركينا فاسو
17. تركمانستان
18. تركيا
19. تشاد
20. توغو
21. تونس
22. الغابون
23. غامبيا
24. الجزائر
25. جيبوتي
26. السعودية
27. السنغال
28. السودان
29. سوريا
30. سورينام
31. سيراليون
32. الصومال
33. طاجيكستان
34. العراق
35. عُمان
36. غينيا
37. غينيا بيساو
38. فلسطين
39. كازاخستان
40. قطر
41. جزر القمر
42. قرغيزستان
43. الكاميرون
44. ساحل العاج
45. الكويت
46. لبنان
47. ليبيا
48. جزر المالديف
49. مالي
50. ماليزيا
51. مصر
52. المغرب
53. موريتانيا
54. موزمبيق
55. النيجر
56. نيجيريا

## رأس مال البنك
كان حجم رأسمال البنك المصرح به حتى نهاية عام 1412هـ (يونيو 1992م) ألفي مليون دينار إسلامي (الدينار الإسلامي وحدة حسابية للبنك تعادل وحدة من وحدات حقوق السحب الخاصة لصندوق النقد الدولي). وفي محرم 1413هـ (يوليو 1992م)، ارتفع رأسمال البنك، بقرار من مجلس المحافظين، إلى 6 بلايين دينار إسلامي. وارتفع رأسمال البنك المصدر إلى 4.1 بلايين دينار إسلامي. وفي عام 1422هـ، ارتفع رأسمال البنك المصرح به إلى 15 مليار دينار إسلامي، ورأس المال المصدر إلى 8.1 بلايين دينار إسلامي. ويشمل ذلك رأس المال المكتتب فيه بمبلغ 7.9 بلايين دينار إسلامي، الذي يشمل بدوره رأس المال المطلوب دفعه بمبلغ 5.2 بلايين دينار إسلامي. وبلغ حجم رأس المال المدفوع 2.7 ملياري دينار إسلامي في نهاية عام 1426هـ. وبناء على التوجيه الصادر من الدورة الاستثنائية الثالثة لمؤتمر القمة لمنظمة المؤتمر الإسلامي الذي عقد في مكة المكرمة يومي 7 و8 ديسمبر 2005م، الذي دعا فيه إلى زيادة كبيرة في رأسمال البنك الإسلامي للتنمية من أجل تمكينه من تعزيز دوره في تقديم الدعم المالي والمساعدة الفنية لدوله الأعضاء، أصدر الاجتماع السنوي الحادي والثلاثون لمجلس محافظي البنك قراره رقم م م / 6 – 427 بتاريخ 4 من جمادى الأول 1427هـ (31 مايو 2006م) بزيادة رأس المال المصرح به للبنك بمقدار (15) مليار دينار إسلامي ليصبح (30) مليار دينار إسلامي والمكتتب فيه بمقدار (6.9) مليار دينار إسلامي ليصبح (15) مليار دينار إسلامي. تبلغ قيمة الدينار الإسلامي، وهو الوحدة الحسابية للبنك، وحدة من وحدات حقوق السحب الخاصة لصندوق النقد الدولي، وفي القمة العربية لعام 2018م المنعقدة في مدينة الظهران خصصت المملكة العربية السعودية مبلغ 150 مليون دولار لدعم الأوقاف الإسلامية في القدس واختارت البنك للتنمية لإدارته.

## مقر البنك ومكاتبه الإقليمية
يقع المقر الرئيسي الرئيس للبنك في مدينة جدة في المملكة العربية السعودية. وأنشئ مكتبـان إقليميـان عـام 1994م، أحدهمـا بمدينة الرباط عاصمة المملكة المغربية والثاني بمدينة كوالالمبور عاصمة ماليزيا. وبدأ المكتب الإقليمي في ألمآتي بجمهورية كازخستان عمله في يوليو 1997م. وللبنك ممثلون ميدانيون في بنغلاديش وغينيا وغينيا بيساو وإندونيسيا وليبيا وموريتانيا وباكستان والسنغال وسيراليون والسودان.

## السنة المالية
سنـة البنـك المالية هي السنة الهجرية (القمرية).

## اللغــة
اللغة الرسمية هي اللغة العربية، وتُستعمل اللغتان الإنجليزية والفرنسية لغتي عمل.

## القطاعات التي يمولها البنك
- العلوم والتكنولوجيا والابتكار:علي مدني

تم إطلاق منصة إلكترونية للعالم النامي وتعد الأولى التي تسعى إلى وصل الابتكارات بالسوق والتمويل، وتدعى هذه المنصة Engage ، وحتى يتم ضمان خلق فرص للمبتكرين والشركات الناشئة بالإضافة للمؤسسات، أطلق البنك الإسلامي للتنمية صندوق التحول بالتوازي مع Engage، وقد بلغت تكلفته حوالي 500 مليون دولار أمريكي، ويمثل الصندوق أحد أكبر الصناديق التي تسعى إلى وضع حلول لمواجهة تحديات التنمية العالمية.
- البنية التحتية:

الاستثمار في التنمية الحضرية والزراعية وما تحتاجه الطاقة والنقل في المناطق التي يمولها البنك قد يزيد من نسبة استمرار النمو الاقتصادي لهذه الدول ومن الممكن أن يساهم في محافظة المشاريع على تأثيرها ضمن نموذج الاستدامة.
- التعليم:

يقدم البنك الإسلامي للتنمية دعمه لأكثر من 13000 طالب وقد بلغت قيمة التمويلات حوالي 133.7 مليون دولار أمريكي، ومن أهداف برامج المنح الدراسية التي يقدمها البنك التميز في العلوم داخل البلدان الأعضاء والمجتمعات الإسلامية في البلدان غير الأعضاء، ويسعى تمويل برامج المهارات والتدريب والتعليم الذي يقدم للنساء والشباب في المناطق الريفية إلى رفع كفاءة الحياة المعيشية وتوفير فرص عمل لهم، حيث أنه 90% من الخريجين التحقوا بالمؤسسات المحلية في بلدانهم فور عودتهم لها.
- الصحة:

وهي من المجالات التي لها الأولوية في البنك الإسلامي للتنمية حيث يتم التركيز على تقديم خدمات الرعاية الصحية ورفع الحواجز المالية لتمكين الوصول إلى الموارد المتاحة، كما أن البنك يركز على الوقاية من الأمراض المعدية وغير المعدية والحد من انتشارها.
- الإغاثة الإنسانية:

يقوم البنك بالعديد من الاستثمارات ومشاريع التمويل في هذا المجال للبلدان الأعضاء فيه وذلك بهدف تحسين جودة الحياة لـ 26 من أفقر بلدان العالم التي تعد أكثر عرضة للتغيرات المناخية والكوارث الطبيعية.
- النساء والفتيات:

يتم دعم عدة مجالات من شأنها تحرير الإناث وتقديم الخدمات لهم حول العالم ومحاربة الفقر بالإضافة إلى تعزيز التنمية، من ضمنها التعليم والبرامج الصحية، وكذلك برامج صحة الأمومة.

## رؤساء البنك
- أحمد محمد علي (1975 - 2016)
- بند حجار (2016 - 2021)
- محمد الجاسر (2021 - )